# Polyalthia meghalayensis
Polyalthia meghalayensis är en kirimojaväxtart som beskrevs av Gyan Prakash och Bishan N. Mehrotra. Polyalthia meghalayensis ingår i släktet Polyalthia och familjen kirimojaväxter. Inga underarter finns listade i Catalogue of Life.